# Língua kagayanen
A língua 'Kagayanen é falada na província Palawan das Filipinas por cerca de 30 mil pessoas.

## Fonologia
|                       | Labial | Labial | Coronal | Coronal | Palatal | Palatal | Velar | Velar | Glotal | Glotal |
| --------------------- | ------ | ------ | ------- | ------- | ------- | ------- | ----- | ----- | ------ | ------ |
| Nasal                 |        | m      |         | n       |         |         |       | ŋ     |        |        |
| Oclusiva              | p      | b      | t       | d       |         |         | k     | g     | ʔ      |        |
| Fricativa             |        |        | s       |         |         |         |       |       | (h)    |        |
| Aproximante (Lateral) |        |        |         | ð̞       |         | j       |       | w     |        |        |
| Aproximante (Lateral) |        |        | l       |         |         |         |       |       |        |        |
| Rótica                |        |        |         | r       |         |         |       |       |        |        |

[h] ocorre somente em palavras de origem estrangeira, nomes próprios ou em palavras que têm [h] nos cognatos de línguas vizinhas.
Exceto em palavras de origem externa, /d/ se torna [r] entre vogais.
Evidências comparativas e históricas sugerem que /ð̞/ e /l/ estavam em contribuição complementar antigamente, mas se separaram a partir das pressões de contato com o espanhol, inglês e tagalo.
|         | Anterior | Central | [[Vogal posterior\|Posterior] |
| ------- | -------- | ------- | ----------------------------- |
| Fechada | i        | ə       | u                             |
| Aberta  |          | a       |                               |

/i/ varia entre [i] e [e], exceto em sílabas não tônicas (bem como antes de grupos consonatais) onde se reduz [ɪ] ou [ɛ].  De modo similar, /u/ se reduz para [ʊ] em sílabas não tônicas, de grupos consonatais e no final de palavras. Em outros casos é [u].

## Escrita
O alfabeto latino é usado pelo Kaganayen e apresenta as letras A, E, I, O, U;   B, D, G, K, L, M, N, Ng, P, R, S, T, W, Y.